# А сега нещо напълно различно
„А сега нещо напълно различно“ (на английски: And Now for Something Completely Different) е британски филм от 1971 година, комедия на режисьора Йън Макнотън по сценарий на комедийната група „Монти Пайтън“.
Филмът е съставен от избрани скечове от първите два сезона на телевизионното предаване на „Монти Пайтън“, които са заснети наново. Главните роли се изпълняват от членовете на „Монти Пайтън“ – Греъм Чапман, Джон Клийз, Тери Гилиъм, Ерик Айдъл, Тери Джоунс, Майкъл Пейлин.